# Glorie (film din 1989)
Glorie (în engleză Glory) este un film de război istoric dramatic din 1989 regizat de Edward Zwick despre Regimentul 54 de Infanterie din Massachusetts, unul dintre cele mai vechi regimente afro-americane ale Armatei Uniunii în Războiul Civil American.  În rolurile principale, Matthew Broderick este colonelul Robert Gould Shaw, comandantul regimentului, și Denzel Washington, Cary Elwes și Morgan Freeman, membri ficționali ai Regimentului 54. Scenariul lui Kevin Jarre este bazat pe cărțile Lay This Laurel (1973) de Lincoln Kirstein și One Gallant Rush (1965) de Peter Burchard, precum și pe scrisorile personale ale lui Shaw.  Filmul îi prezintă pe soldații din regimentul 54, de la formarea acestuia până la acțiunile lor eroice la a doua bătălie de la Fort Wagner.
Glory a fost coprodusă de Tri-Star Pictures și Freddie Fields Productions și distribuită de Tri-Star Pictures în Statele Unite.  A avut premiera în lansare limitată în Statele Unite pe 14 decembrie 1989 și în lansare largă pe 16 februarie 1990, încasând 27 de milioane de dolari în întreaga lume cu un buget de 18 milioane de dolari.  Filmul a fost nominalizat la cinci premii Oscar și a câștigat trei, inclusiv cel mai bun actor în rol secundar pentru Washington.  De asemenea, a câștigat premii de la Academia Britanică de Arte de Film și Televiziune, Premiile Globul de Aur, Cercul Criticilor de Film din Kansas City, Societatea de Film Politic și Premiile NAACP Image.